# Сильце

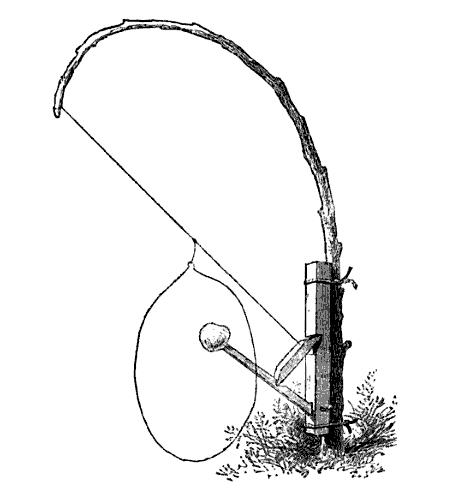

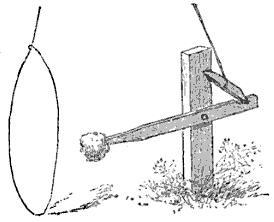

Сильце́ — знаряддя для вилову птахів та дрібної звірини. Це дротяна або мотузяна петля, прикріплена до дерева або кілка.
Сильцями часто користуються браконьєри.
Оскільки сильце завдає тварині страждань, призводить до загибелі, то його використання суворо карається.